# The Golden Moment: An Olympic Love Story
The Golden Moment: An Olympic Love Story (titulado: Momentos de oro o El momento dorado en España) es un telefilme estadounidense de drama, romance y deporte de 1980, dirigido por Richard C. Sarafian, escrito por Don Ohlmeyer, David E. Peckinpah y Douglas Wolfe, musicalizado por Perry Botkin Jr., en la fotografía estuvo Stephen H. Burum y los protagonistas son Stephanie Zimbalist, David Keith y Richard Lawson, entre otros. Este largometraje fue producido por Don Ohlmeyer Productions y Telepictures Corporation; se estrenó el 25 de mayo de 1980.

## Sinopsis
Un atleta de Estados Unidos y una gimnasta de Rusia se conocen poco antes del comienzo de los Juegos Olímpicos de Moscú y nace el amor.